# Mekeil Williams
Mekeil Williams (Port of Spain, 24 luglio 1990) è un calciatore trinidadiano, difensore del Police.

## Palmarès

### Club

#### Competizioni nazionali
- Trinidad & Tobago FA Cup: 2

San Juan Jabloteh: 2010-2011
W Connection: 2013-2014
- Campionato trinidadiano: 1

W Connection: 2013-2014